# Nova Crixás
| \| Nova Crixás \|                       |
| Lage der Ortschaft Nova Crixás in Goiás |
| Nova Crixás                             |

| Nova Crixás |

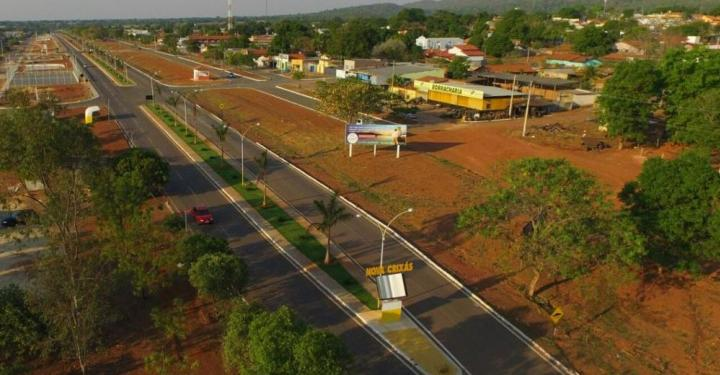
Nova Crixás

Nova Crixás ist eine brasilianische politische Gemeinde im Bundesstaat Goiás in der Mesoregion Nordwest-Goiás und in der Mikroregion São Miguel do Araguaia. Sie liegt nordwestlich der brasilianischen Hauptstadt Brasília und von Goiânia, der Hauptstadt des Bundesstaates.

## Geographische Lage
Das Territorium von Nova Crixas grenzt
- im Norden an die Gemeinde São Miguel do Araguaia
- im Nordosten an Mundo Novo
- im Osten an Uirapuru
- im Südosten an Crixás
- im Süden an Mozarlândia
- im Südwesten an São Miguel do Araguaia
- im Nordwesten mit Grenzgewässer Rio Araguaia an den Bundesstaat Mato Grosso, Gemeinde Araguaiana